# Eminescu Könyvkiadó
Eminescu Könyvkiadó – a romániai könyvkiadás 1970-es évekbeli újjászervezése során Bukarest székhellyel létesült kiadóvállalat, amely az eredeti román irodalom (klasszikusok és kortársak) kiadását tekintette főfeladatának.

## Vezetése, arculata 1970-80 közt
Igazgatója előbb Ioanichie Olteanu, majd Valeriu Râpeanu. 1971 és 1974 között magyar szerkesztője is volt, ebben az időszakban jelentette meg Kiss Jenő, Király László, Lászlóffy Csaba, Szemlér Ferenc, Székely János, Szőcs Kálmán, Tóth István egy-egy verskötetét, Papp Ferenc elbeszéléseit, Deák Tamás színdarabjait, Beke György, Dános Miklós, Katona Szabó István, Oltyán László regényeit, riportköteteit, Franyó Zoltán Eminescu-fordításait – összesen 21 kötetet. Később szerzőinek köre leszűkült: Bokor Katalin és Lendvay Éva egy-egy verskötete volt 1975 és 1978 között összes termése, s néhány magyar fordításban megjelent román műnek – Zaharia Stancu, Al. Simion, Pavel Bojan egy-egy kötetének – fordítóit is (Ferencz László, Sugár Erzsébet, V. András János) Bukarestből toborozta.
Gazdagabb volt tevékenysége magyar klasszikus és kortárs művek román fordítása és kiadása terén. 1971 és 1979 között 25 művet adott ki: Kiss Jenő és Méliusz József verseit, Gárdonyi Géza és Füst Milán, valamint a kortárs Fodor Sándor, Kahána Mózes, Nyiszli Miklós, Szabó Gyula, Szász János, Szilvássy Lajos regényeit, elbeszélés- és dokumentumköteteit neves román írók tolmácsolásában.